# Середньоанглійська мова
Середньоанглі́йська мо́ва — мова, що існувала у формі діалектів, якою говорили у середньовічній Англії в XI—XIV століттях до прийняття мовного стандарту королівської канцелярії у 1470 році. Письмовий стандарт відсутній, тексти записувались латиницею.

## Історія
Англійська мова веде свій початок від мови давньогерманських племен (англів, саксів та ютів), які переселилися до населеної кельтами Британії у 5—6 столітті. Взаємодія племінних говірок англів, саксів та ютів, які розвивались в умовах формування англійської народності, привела до утворення територіальних діалектів.
Англійська мова того часу протягом довго періоду розвивалась під непереривним та інтенсивним впливом з одного боку — скандинавських говірок, з другого — французької мови, яку в 1066 році принесли нормани після завоювання територій Англії.

## Відмінності віддавньоанглійської мови

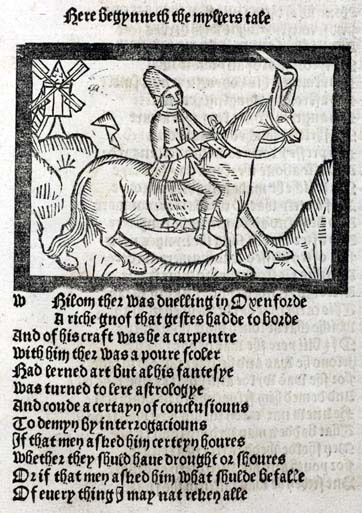
Сторінка з Кентерберійських оповідань Джефрі Чосера

Діалекти давньоанглійського періоду були розвинуті від давньоанглійських діалектів. Середньоанглійський період розвитку англійської мови характеризується низкою змін, що докорінно відмежували середньоанглійську від давньоанглійської.
Оскільки всі флексії були неударні, редукція ненаголошених голосних позначилась і на значному спрощенні морфологічної структури англійської мови. На прикладі староанглійських букв «y» та «æ» можна детальніше розглянути, як вони змінились у середньоанглійський період та його діалектах.
Староанглійська фонема /у/, розпочавши процес делабіалізації у середньоанглійському періоді, у кентському діалекті почала звучати як /е/, інакше кажучи, цей процес супроводжувався розкриттям, тобто зниженням підйому (O.E. synn > M.E. zenne, senne > N.E. sin). Хоча у північному та східно-центральному діалектах /у/ при делабіалізації залишається на тому ж самому підйомі, вона звучить і пишеться вже як /і/ та «і» відповідно (O.E. synn > M.E. sinne (східно-центральний діалект), sinn (північний діалект) > N.E. sin).
У південних діалектах та на заході дифтонгізація фонеми /у/ йде іншим шляхом: /у/ тут зливається з /u/, — отже, вона зберігає огубленість і переходить до заднього ряду (O.E. synn > M.E. sunne > N.E. sin).
Також змінились і голосні нижнього підйому /æ/ і /а:/. Коротка фонема /æ/ злилась з /а/ внаслідок монофтонгізації староанглійських голосних у середньоанглійському періоді. І тому в південному, кентському та деяких західних діалектах замість «æ» ми зустрічаємо «е» (O.E. wæs > M.E. wes > N.E. was). У центральному та північному діалектах замість «æ» ми зустрічаємо «а» (O.E. wæs > M.E. was > N.E. was). Варто зауважити, що сама фонема /æ/ збереглась, але буква «æ» перестала вживатись у середньоанглійській мові.
Протягом середньоанглійського періоду розвиток діалектів проходив в умовах панування французької та скандинавських мов. Ослаблення письмових традицій та відсутність провідного діалекту, який був би мовною та письмовою нормою для інших (що до певної міри мало місце у староанглійській мові, де таким провідним діалектом був уессекський), феодальна роздробленість середньовічної Англії, усі ці умови сприяли інтенсивному розвитку мовних особливостей діалектів.

## Діалекти
Діалекти середньоанглійського періоду не завжди збігалися територіально зі староанглійськими діалектами. Внаслідок того, що староанглійські королівства, за якими називалися діалекти, поступово зникли в середньоанглійському періоді історії мови, діалекти стали називатися за ознакою їхнього географічного положення. Таким чином, колишній нортумбрійський діалект тепер став називатися північним (Northern), мерсійський — центральним (Midland), який у свою чергу поділявся на західно-центральний (West-Midland) та східно-центральний (East-Midland), вессекський — південним або південно-західним (Southern or South-Western), і тільки кентський діалект зберіг свою назву, оскільки графство Кент і далі існувало на місці колишнього королівства, іноді цей діалект ще називають південно-східним (South-Eastern).
Саме питання географічного розподілу діалектів і досі залишається відкритим. Адже вчені, які його досліджували, не мають єдиного конкретно визначеного географічного розподілу.
Серед вчених колишнього Радянського Союзу існує такий загальноприйнятий розподіл діалектів мови середньоанглійського періоду:
- північний (Northern)
- західно-центральний (West-Midland)
- східно-центральний (East-Midland)
- південний (Southern)
- кентський (Kentish).

Південним діалектом середньоанглійського періоду розмовляли на заході від Сассексу, на півдні та південному заході від Темзи. Цей діалект прямо походить від Західного саксонського діалекту староанглійського періоду. Південний діалект вважається «консервативним» діалектом, адже вплив інших мов на нього є одним із найнезначніших, і що є головним, взагалі не зазнав впливу скандинавських мов. Характерними особливостями цього діалекту є: наявність сильної лабіалізації голосних (M.E. sunne (-ü-), huiren (-ü-) < O.E. hieran (N.E. hear)); одзвінчення «f» (vor (for); avinde (find)).
Центральні діалекти або мідленди можна й досі зустріти на територіях сучасної Англії. Необхідно зазначити, що саме центрально-східний діалект відіграв велику роль у формуванні та становленні Лондонського діалекту. Характерними особливостями мідленд діалектів є: наявність лабіалізації голосних (sunne (-ü-), gung(-ü-) (young)); наявність у M.E. «о» замість O.E. «a» плюс носовий (M.E. monie < O.E. many).
Відмінною рисою північного діалекту є швидкість його розвитку. Флективна система його іменників та дієслів із переходом до середньоанглійського періоду дуже різко скоротилась та і взагалі синтаксис був спрощений завдяки скандинавам, які після завоювання Англії оселились на цих територіях і не хотіли вивчати складну староанглійську мову. Скандинави почали спрощувати важкі староанглійські слова та синтаксичні конструкції, англійці у свою чергу, почали пристосовуватись до цієї говірки. Так і з'явився північний діалект. Відмінними рисами його є: написання «qu» замість «hw», «wh»; написання «s» замість «sh»; зберігання O.E. «a» (M.E. mast < O.E. mast).
У староанглійський період кентський діалект був поширений майже по всій південній території Англії, але з переходом до середньоанглійського періоду, з появою мідлендських діалектів, територія кетського діалекту значно скоротилась. З появою лондонського діалекту кентський почав поступово вимирати, а згодом і зовсім зник. Кентський діалект, проте, є дуже цікавим для вивчення, адже він включав у себе важкі синтаксичні конструкції староанглійською мови та спрощену фонетичну систему вже на початку середньоанглійського періоду. Відмінними рисами цього діалекту є: одзвінчення приголосних «s», «f» > «z», «v» (zaule (soul), zen (sin), vader (father), volveld (fulfilled)); написання «ya» для O.E. «ea» (M.E. dyad < O.E. dead).

## Приклади
Уривок з Кентерберійських оповідань Джефрі Чосера, 1390-ті роки.
| Оригінальна версія середньоанглійською мовою Whan þat Aprill with his shoures sote Þe droghte of Marche haþ perced to the rote, And baðed euery veyne in swich licour, Of which vertu engendred is þe flour; Whan Zephirus eek with his swete breeþ Inspired haþ in euery holt and heeþ Þe tendre croppes, and the yonge sonne: Haþ in the Ram his halfe course yronne, And smale fowles maken melodye, That slepen al the niȝt with open ye— So prikeþ hem Nature in hir corages— Þan longen folk to goon on pilgrimages, And palmeres for to seken straunge strondes, To ferne halwes, couthe in sondry londes; And specially, from euery shires ende: Of Engelond to Caunterbury þey wende, The holy blissful martir for to seke, Þat hem haþ holpen, whan þat þey were seke. | Переклад сучасною англійською мовою When that April with his showers sweet: The drought of March has pierced to the root: And bathed every vein in such liqueur: Of which virtue engendered is the flower, When Zephyrus also with his sweet breath: Inspired has in every holt and heath: The tender crops, and the young sun: Has in the Ram his half course run, And small fowls make melody: That sleep all the night with open eye, So pricks them nature in their hearts, Then long folk to go on pilgrimages, And palmers for to seek strange strands: To far shrines known in sundry lands, And specially from every shires’ end: Of England to Canterbury they wend: The holy blessed martyr for to seek: That them has helped when that they were sick. |